# AFC Bournemouth
AFC Bournemouth este un club de fotbal al asociației profesionale cu sediul în Kings Park, Boscombe, o suburbie din Bournemouth, Dorset, Anglia. Echipa concurează în Premier League, principala competiție al fotbalului englez. Format în 1899 ca Boscombe, clubul și-a adoptat numele actual în 1971. Porecliți „The Cherries”, Bournemouth își dispută meciurile de acasă pe stadionul Dean Court din 1910.
Tricourile cu dungi roșii și negre, cu pantaloni scurți și șosete negre sunt inspirate de cele al clubului italian AC Milan.
Inițial cunoscut sub numele de Boscombe, clubul a concurat în ligi de fotbal regionale înainte de a urca în Hampshire League a Southern League în 1920. Acum, cunoscut sub numele de Bournemouth & Boscombe Athletic, a fost ales în English Footbal League din 1923. Au rămas în Third Division South timp de 35 de ani, câștigătoare a Third Division South Cup în 1946. Plasat în Third Division nou reorganizată în 1958, au suferit retrogradarea în 1970, dar au obținut promovarea imediată în 1970-1971. Înapoi în Fourth Division în 1975, Bournemouth a promovat din nou în 1981-1982 și după ridicarea trofeului EFL Trophy în 1984 va continua să câștige titlul în Third Division în 1986-1987. Ei au petrecut trei sezoane în al doilea eșalon, dar a intrat Administrarea în 1997 și a ajuns din nou în al patrulea nivel cu retrogradare în 2002, deși a câștigat imediat promovarea prin câștigarea play-off-ului în 2003.
Bournemouth a intrat în Administrare pentru a doua oară și au retrogradat din nou în League Two în 2008, dar a incheiat anul prin numirea lui Eddie Howe în calitate de manager. Sub conducerea lui Howe, Bournemouth a câștigat trei promoții în șase ani pentru a câștiga un loc în primul eșalon al fotbalului englez pentru prima dată. Acest lucru a fost realizat cu asigurarea locului al doilea loc în League Two în 2009-10, un finisaj al doilea loc în League One din 2012-13 și un titlu în sezonul 2014-15. Clubul a rămas în Premier League pentru cinci sezoane înainte de retrogradarea suferită în 2020. Recent, clubul a obținut  promovarea în Premier League din Championship după un meci cu Nottingham Forest.

## Lotul actual
La 13 august 2025.
| Nr. |                            | Poziție | Jucător                   |
| --- | -------------------------- | ------- | ------------------------- |
| 1   | Serbia                     | P       | Đorđe Petrović            |
| 2   | Mexic                      | F       | Julián Araujo             |
| 3   | Franța                     | F       | Adrien Truffert           |
| 4   | Anglia                     | M       | Lewis Cook (vice-căpitan) |
| 5   | Argentina                  | F       | Marcos Senesi             |
| 6   | Țara Galilor               | F       | Chris Mepham              |
| 7   | Țara Galilor               | M       | David Brooks              |
| 8   | Anglia                     | M       | Alex Scott                |
| 9   | Brazilia                   | A       | Evanilson                 |
| 10  | Scoția                     | M       | Ryan Christie             |
| 11  | Burkina Faso               | M       | Dango Ouattara            |
| 12  | Statele Unite ale Americii | M       | Tyler Adams               |
| 13  | Noua Zeelandă              | P       | Alex Paulsen              |
| 15  | Anglia                     | F       | Adam Smith (căpitan)      |
| 16  | Anglia                     | M       | Marcus Tavernier          |
| 17  | Columbia                   | M       | Luis Sinisterra           |
| 18  | Franța                     | F       | Bafodé Diakité            |
| 19  | Țările de Jos              | A       | Justin Kluivert           |

| Nr. |                            | Poziție | Jucător              |
| --- | -------------------------- | ------- | -------------------- |
| 20  | Argentina                  | F       | Julio Soler          |
| 21  | Franța                     | M       | Romain Faivre        |
| 22  | Franța                     | A       | Eli Junior Kroupi    |
| 23  | Anglia                     | F       | James Hill           |
| 24  | Ghana                      | A       | Antoine Semenyo      |
| 25  | Coasta de Fildeș           | M       | Hamed Traorè         |
| 26  | Turcia                     | A       | Enes Ünal            |
| 29  | Danemarca                  | M       | Philip Billing       |
| 35  | Țara Galilor               | F       | Owen Bevan           |
| 40  | Anglia                     | P       | Will Dennis          |
| 43  | Anglia                     | A       | Zain Silcott-Duberry |
| 44  | Anglia                     | A       | Daniel Adu-Adjei     |
| 45  | Statele Unite ale Americii | F       | Matai Akinmboni      |
| 46  | Scoția                     | P       | Callan McKenna       |
| 47  | Anglia                     | M       | Ben Winterburn       |
| 49  | Anglia                     | M       | Dominic Sadi         |
| 50  | Anglia                     | A       | Remy Rees-Dottin     |

### Împrumutați
| Nr. |        | Poziție | Jucător                                                      |
| --- | ------ | ------- | ------------------------------------------------------------ |
| 37  | Anglia | F       | Max Aarons (la Rangers până pe 30 iunie 2026)                |
|     | Canada | A       | Daniel Jebbison (la Preston North End până pe 30 iunie 2026) |

## Echipa de rezerve
| Nr. |           | Poziție | Jucător                                        |
| --- | --------- | ------- | ---------------------------------------------- |
| 27  | Anglia    | M       | Sam Matthews                                   |
| 35  | Scoția    | M       | Josh Carmichael                                |
| 37  | Italia    | F       | Filippo Costa (împrumutat de la Chievo Verona) |
| 39  | Anglia    | F       | Jake McCarthy                                  |
| 43  | Anglia    | A       | Ben Whitfield                                  |
| 60  | Australia | P       | Jordan Holmes                                  |
| —   | Anglia    | F       | Callum Buckley                                 |

| Nr. |                   | Poziție | Jucător          |
| --- | ----------------- | ------- | ---------------- |
| —   | Burundi           | F       | Jonathan Muleba  |
| —   | Anglia            | M       | Mason Walsh      |
| —   | Senegal           | M       | Ali Coulibaly    |
| —   | Anglia            | A       | Brandon Goodship |
| —   | Anglia            | A       | Jordan Green     |
| —   | Republica Irlanda | A       | Josh O'Hanlon    |

## Staff
- Antrenor: Eddie Howe
- Asistent: Jason Tindall
- Antrenor: Simon Weatherstone
- Antrenor cu portarii: Neil Moss
- Antrenorul echipei de rezerve: Paul Groves
- Antrenor Fitness: Louis Langdown
- Antrenor Fizic: Steve Hard
- Scouter: Steve Gritt

## Istoricul antrenorilor
Sursa:
- Vincent Kitcher (1914–1923)
- Harry Kinghorn (1923–1925, 1939–1947)
- Leslie Knighton (1925–1928)
- Frank Richards (1928–1930)
- Billy Birrell (1930–1935)
- Bob Crompton (1935–1936)
- Charlie Bell (1936–1939)
- Harry Lowe (1947–1950)
- Jack Bruton (1950–1956)
- Freddie Cox (1956–1958, 1965–1970)
- Don Welsh (1958–1961)
- Bill McGarry (1961–1963)
- Reg Flewin (1963–1965)
- John Bond (1970–1973)
- Trevor Hartley (1974–1975)
- Tony Nelson (2–23 ianuarie 1975)
- John Benson (23 ianuarie 1975 – 1978)
- Alec Stock (1979–1980)
- David Webb (1980–1982)
- Don Megson (martie–octombrie 1983)
- Harry Redknapp (octombrie 1983 – 1992)
- Tony Pulis (1992 – august 1994)
- John Williams (august – septembrie 1994)
- Mel Machin (septembrie 1994 – 2000)
- Sean O'Driscoll (2000 – septembrie 2006)
- Stuart Murdoch și
Joe Roach (co-antrenori, septembrie – octombrie 2006)
- Kevin Bond (13 octombrie 2006 – 2008)
- Jimmy Quinn (2008–2009)
- Eddie Howe (2009–2011, octombrie 2012 – august 2020)
- Lee Bradbury (2011 – martie 2012)
- Paul Groves (martie – octombrie 2012)
- Jason Tindall (august 2020 – februarie 2021)
- Jonathan Woodgate (februarie – iunie 2021)
- Scott Parker (iunie 2021 – august 2022)
- Gary O'Neil (august 2022 – iunie 2023)

## Palmares
- Championship (eșalonul 2)

2014–15
- Third Division / League One (eșalonul 3)

1986–87
- Fourth Division / League Two (eșalonul 4)

Câștigătoare Play-off: 2003
- Associate Members' Cup

1983–84
- Third Division South Cup

1945–46

## Site oficial
- Site oficial